# Diocesi di Bunia

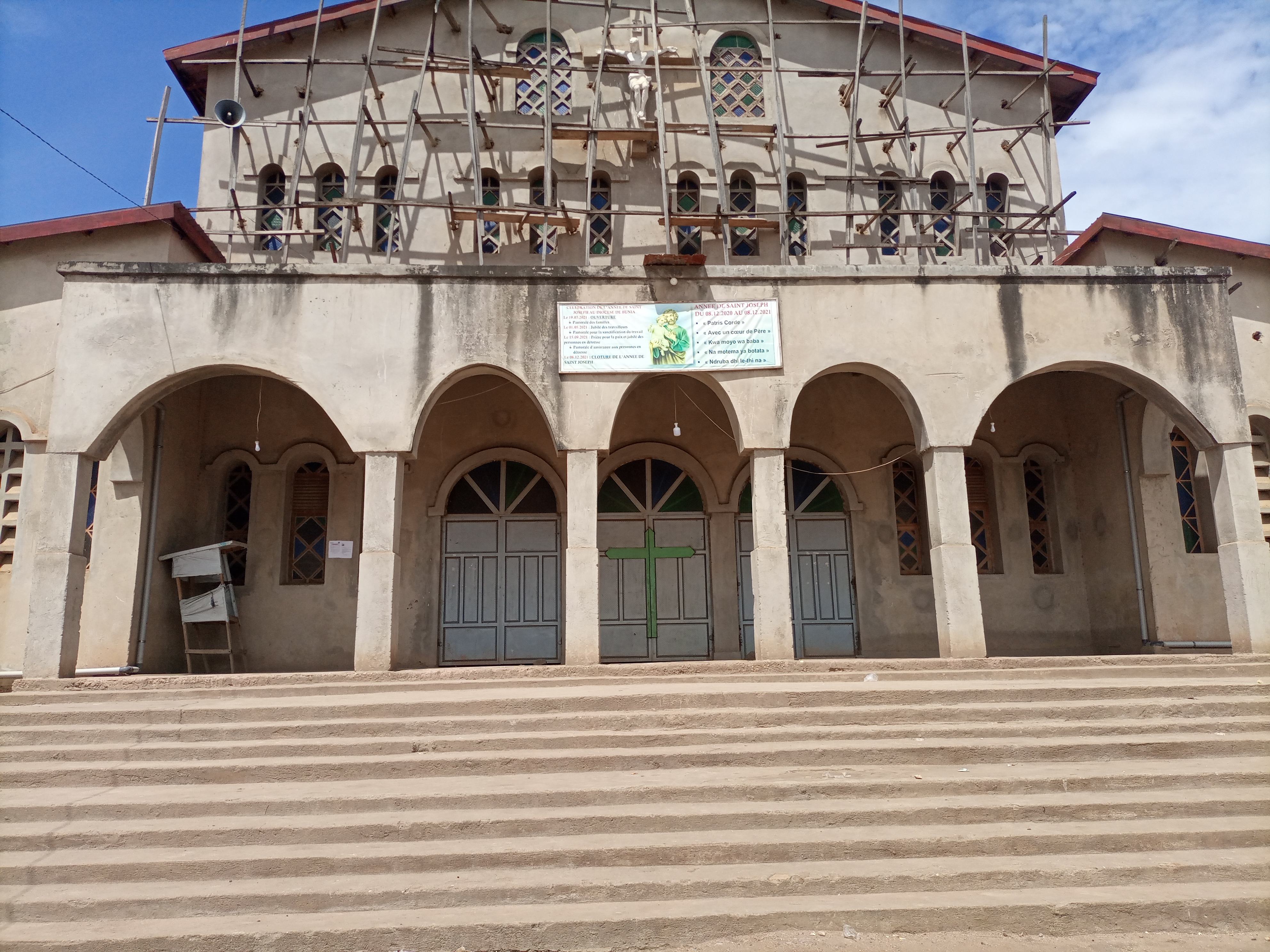
La chiesa parrocchiale di San Paolo di Brazza a Bunia

La diocesi di Bunia (in latino Dioecesis Buniaënsis) è una sede della Chiesa cattolica nella Repubblica Democratica del Congo suffraganea dell'arcidiocesi di Kisangani. Nel 2022 contava 454.220 battezzati su 869.011 abitanti. È retta dal vescovo Dieudonné Uringi Uuci.

## Territorio
La diocesi comprende il territorio di Djugu e parte di quello di Irumu nella provincia dell'Ituri della Repubblica Democratica del Congo.
Sede vescovile è la città di Bunia, dove si trova la cattedrale di Nostra Signora delle Grazie (Notre-Dame des Grâces).
Il territorio si estende su 22.470 km² ed è suddiviso in 20 parrocchie.

## Storia
La prefettura apostolica del Lago Alberto è stata eretta il 27 giugno 1922 con il breve Quae catholico di papa Pio XI, ricavandone il territorio dai vicariati apostolici di Stanley Falls (oggi arcidiocesi di Kisangani) e dell'Uganda (oggi arcidiocesi di Kampala).
La prefettura apostolica fu elevata a vicariato apostolico l'11 dicembre 1933 con la bolla Lacus Alberti dello stesso papa Pio XI.
Il 10 novembre 1959 in virtù della bolla Cum parvulum di papa Giovanni XXIII il vicariato apostolico è stato ancora elevato a diocesi e ha assunto il nome attuale.
Il 2 luglio 1962 ha ceduto una porzione di territorio in favore dell'erezione della diocesi di Mahagi (oggi diocesi di Mahagi-Nioka).
Nella notte tra il 26 e il 27 luglio 2025 un attentato nella chiesa di Komanda, parte della parrocchia di Bienheureuse-Anuarite, ha provocato 32 vittime fra quanti stavano festeggiando il Giubileo.

## Cronotassi dei vescovi
Si omettono i periodi di sede vacante non superiori ai 2 anni o non storicamente accertati.
- Alphonse Matthijsen, M.Afr. † (21 giugno 1922 - 19 agosto 1963 deceduto)
- Gabriel Ukec † (29 settembre 1964 - 2 luglio 1984 dimesso)
- Léonard Dhejju † (2 luglio 1984 - 6 aprile 2002 dimesso)
  - Sede vacante (2002-2005)[3]
- Dieudonné Uringi Uuci, dal 1º aprile 2005

## Statistiche
La diocesi nel 2022 su una popolazione di 869.011 persone contava 454.220 battezzati, corrispondenti al 52,3% del totale.
| anno | popolazione | popolazione | popolazione | presbiteri | presbiteri | presbiteri | presbiteri                | diaconi | religiosi | religiosi | parrocchie |
| anno | battezzati  | totale      | %           | numero     | secolari   | regolari   | battezzati per presbitero | diaconi | uomini    | donne     | parrocchie |
| ---- | ----------- | ----------- | ----------- | ---------- | ---------- | ---------- | ------------------------- | ------- | --------- | --------- | ---------- |
| 1950 | 173.861     | 412.256     | 42,2        | 72         | 8          | 64         | 2.414                     |         | 38        | 114       | 15         |
| 1958 | 285.736     | 667.665     | 42,8        | 101        | 14         | 87         | 2.829                     |         | 55        | 193       |            |
| 1970 | 281.635     | 543.383     | 51,8        | 83         | 14         | 69         | 3.393                     |         | 121       | 212       | 70         |
| 1980 | 368.608     | 703.933     | 52,4        | 72         | 17         | 55         | 5.119                     |         | 111       | 204       | 18         |
| 1990 | 464.781     | 886.677     | 52,4        | 69         | 33         | 36         | 6.735                     |         | 82        | 209       | 12         |
| 1999 | 551.209     | 1.027.381   | 53,7        | 69         | 50         | 19         | 7.988                     |         | 34        | 211       | 12         |
| 2000 | 520.398     | 1.031.945   | 50,4        | 67         | 49         | 18         | 7.767                     |         | 34        | 200       | 12         |
| 2001 | 527.439     | 1.020.808   | 51,7        | 69         | 49         | 20         | 7.644                     |         | 36        | 191       | 12         |
| 2003 | 474.695     | 918.727     | 51,7        | 61         | 45         | 16         | 7.781                     |         | 31        | 161       | 12         |
| 2006 | 439.700     | 710.226     | 61,9        | 51         | 39         | 12         | 8.621                     |         | 28        | 105       | 12         |
| 2012 | 490.844     | 841.000     | 58,4        | 66         | 54         | 12         | 7.437                     |         | 38        | 179       | 12         |
| 2015 | 539.265     | 1.070.161   | 50,4        | 64         | 52         | 12         | 8.426                     |         | 37        | 163       | 12         |
| 2018 | 581.782     | 1.184.622   | 49,1        | 64         | 54         | 10         | 9.090                     |         | 29        | 199       | 17         |
| 2020 | 611.000     | 1.155.730   | 52,9        | 76         | 66         | 10         | 8.039                     |         | 33        | 200       | 17         |
| 2022 | 454.220     | 869.011     | 52,3        | 88         | 77         | 11         | 5.161                     |         | 29        | 211       | 20         |